# Agence finlandaise des transports et des communications
L'agence finlandaise des transports et des communications (finnois : Liikenne- ja viestintävirasto, suédois : Transport- och kommunikationsverket) ou Traficom est une agence gouvernementale en Finlande. 
Elle dépend du Ministère des Transports et des Communications.

## Présentation
L'agence est opérationnelle depuis le 1er janvier 2019. 
Elle a été créée par la fusion de l'Agence finlandaise de la sécurité des transports, de l'autorité de régulation des communications finlandaise et d'une partie de l'Agence des transports finlandais.
L'agence elle-même utilise aussi le nom Traficom, qui n'est pas reconnu par la loi ni par sa propre réglementation.
L’agence finlandaise des transports et des communications est l’autorité chargée de l’autorisation, de l’enregistrement et du contrôle des transports et des communications en Finlande. 
L'organisation emploie plus de 900 personnes sur 15 sites.
Son siège est à Helsinki.